# 4972 Pachelbel
4972 Pachelbel је астероид главног астероидног појаса са средњом удаљеношћу од Сунца која износи 3,118 астрономских јединица (АЈ).
Апсолутна магнитуда астероида је 13,3.